# 班斯迪
班斯迪（Bansdih），是印度北方邦Ballia县的一个城镇。总人口20232（2001年）。

## 人口
该地2001年总人口20232人，其中男性10413人，女性9819人；0—6岁人口3384人，其中男1740人，女1644人；识字率53.37%，其中男性为64.32%，女性为41.75%。